# Gold Coast Indy 300
Gold Coast Indy 300 (no Brasil: Grande Prêmio de Surfers Paradise) foi disputado no Circuito de Rua de Surfers Paradise, na cidade de Gold Coast, na Austrália. 

## História
A primeira edição da prova na Champ Car foi em 1991, e permaneceu na categoria até 2007. Seria substituída pela A1 Grand Prix, que faliu após assinar um contrato de 5 anos. Em 2012 com a volta da Champ Car seria a etapa de encerramento da temporada.

## Vencedores

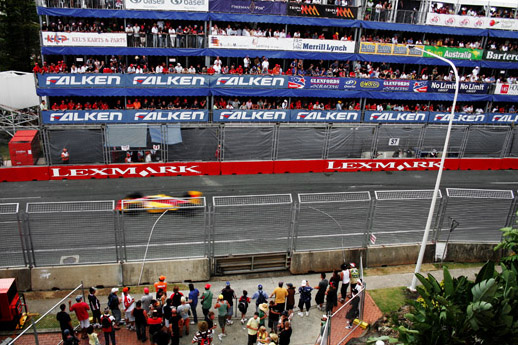
GP de Sufers Paradise de 2006 (Champ Car)

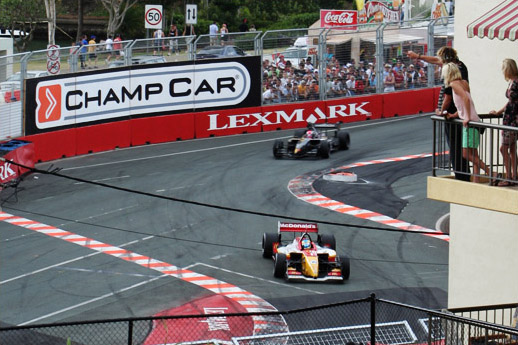
GP de Sufers Paradise de 2006 (Champ Car)

### CART/ChampCar
| Temporada | Vencedor           | Chassis | Motor           | Detalhes |
| --------- | ------------------ | ------- | --------------- | -------- |
| 1991      | John Andretti      | Lola    | Chevrolet-Ilmor | Detalhes |
| 1992      | Emerson Fittipaldi | Penske  | Chevrolet-Ilmor | Detalhes |
| 1993      | Nigel Mansell      | Lola    | Ford-Cosworth   | Detalhes |
| 1994      | Michael Andretti   | Reynard | Ford-Cosworth   | Detalhes |
| 1995      | Paul Tracy         | Lola    | Ford-Cosworth   | Detalhes |
| 1996      | Jimmy Vasser       | Reynard | Honda           | Detalhes |
| 1997      | Scott Pruett       | Reynard | Ford-Cosworth   | Detalhes |
| 1998      | Alex Zanardi       | Reynard | Honda           | Detalhes |
| 1999      | Dario Franchitti   | Reynard | Honda           | Detalhes |
| 2000      | Adrian Fernandez   | Reynard | Ford-Cosworth   | Detalhes |
| 2001      | Cristiano da Matta | Lola    | Toyota          | Detalhes |
| 2002      | Mario Dominguez    | Lola    | Ford-Cosworth   | Detalhes |
| 2003      | Ryan Hunter-Reay   | Reynard | Ford-Cosworth   | Detalhes |
| 2004      | Bruno Junqueira    | Lola    | Ford-Cosworth   | Detalhes |
| 2005      | Sébastien Bourdais | Lola    | Ford-Cosworth   | Detalhes |
| 2006      | Nelson Philippe    | Lola    | Ford-Cosworth   | Detalhes |
| 2007      | Sébastien Bourdais | Panoz   | Cosworth        | Detalhes |
| 2012      |                    |         | Cosworth        | Detalhes |

### Indy Racing League
| Temporada | Vencedor     | Chassis | Motor | Detalhes |
| --------- | ------------ | ------- | ----- | -------- |
| 2008[1]   | Ryan Briscoe | Dallara | Honda | Detalhes |

- 1 ↑  A prova não valerá pontos para o campeonato.